# Kanton Chavanges
Kanton Chavanges (fr. Canton de Chavanges) byl francouzský kanton v departementu Aube v regionu Champagne-Ardenne. Tvořilo ho 16 obcí. Zrušen byl po reformě kantonů 2014.

## Obce kantonu
- Arrembécourt
- Aulnay
- Bailly-le-Franc
- Balignicourt
- Braux
- Chalette-sur-Voire
- Chavanges
- Donnement
- Jasseines
- Joncreuil
- Lentilles
- Magnicourt
- Montmorency-Beaufort
- Pars-lès-Chavanges
- Saint-Léger-sous-Margerie
- Villeret